# Popillia atrocoerulea
Popillia atrocoerulea är en skalbaggsart som beskrevs av Bates 1888. Popillia atrocoerulea ingår i släktet Popillia och familjen Rutelidae. Inga underarter finns listade i Catalogue of Life.